# Siganus doliatus
Espèce
Le sigan barré ou picot à lignes bleues (Siganus doliatus) est une espèce de poissons marins, originaire de l'océan Indien oriental. Il atteint jusqu'à 25 cm de longueur.